# Ourisia fuegiana
Ourisia fuegiana är en grobladsväxtart som beskrevs av Carl Skottsberg. Ourisia fuegiana ingår i släktet Ourisia och familjen grobladsväxter. Inga underarter finns listade i Catalogue of Life.